# Vinícius Câmara
Antônio Vinícius Raposo da Câmara (Manaus, 13 de agosto de 1933), mais conhecido como Vinícius Câmara, é um técnico em administração e político brasileiro, outrora deputado federal pelo Amazonas.

## Dados biográficos
Filho de Frederico Augusto Raposo da Câmara e Consuelo Raposo da Câmara. Formado em Ciências Sociais pela Faculdade Nacional de Filosofia, hoje parte da Universidade Federal do Rio de Janeiro, concluiu o curso da Escola Brasileira de Administração Pública e de Empresas da Fundação Getúlio Vargas em 1958, habilitando-se como técnico em administração. Funcionário público lotado no Ministério da Agricultura, em 1959 foi designado para trabalhar no Instituto Nacional de Imigração e Colonização (INIC) como diretor da divisão de pessoal e mais tarde diretor da divisão de material, do departamento de migrações e chefe de gabinete da diretoria executiva da autarquia em questão. Chefe de gabinete do ministro da Agricultura em 1964, no mesmo ano transferiram-no para a chefia de gabinete do diretor-geral do Serviço de Navegação da Amazônia e Administração do Porto do Pará (SNAPP).
Durante a administração de Nelson de Sousa Oliveira como prefeito de Salvador, foi secretário de Administração, secretário-geral e presidente da Companhia de Abastecimento da cidade por um biênio a partir de 1965. De volta ao Amazonas serviu ao governador Danilo Areosa cono secretário de Educação e Cultura, presidente do Conselho Estadual de Educação, do Conselho Estadual de Cultura, do Conselho Regional de Desportos, da Fundação Cultural e da Fundação Educacional do Estado do Amazonas, além de secretário interino de Justiça. Membro do diretório estadual da ARENA, elegeu-se deputado federal em 1970, figurando como terceiro suplente ao buscar a reeleição quatro anos depois.
A convite do governador José Lindoso exerceu, de 1979 a 1982, os cargos secretário de Administração e de Energia e secretário de Habitação e Saneamento, presidiu o conselho administrativo do Instituto de Previdência e Assistência aos Servidores do Estado do Amazonas (IPASEA) e integrou o conselho administrativo da Companhia Energética do Amazonas, da Sociedade de Habitação Popular do Amazonas, do Conselho Estadual de Meio Ambiente e Desenvolvimento Urbano e da Companhia de Saneamento do Amazonas. A seguir, foi conselheiro do Tribunal de Contas dos Municípios do Estado do Amazonas, corte a qual presidiu por três vezes ao longo dos anos 1980 e onde foi corregedor em 1987, ano de sua aposentadoria. Presidente da Fundação de Ação Comunitária do Estado do Amazonas no primeiro mandato do governador Amazonino Mendes, deixou o cargo em 1988 e abandonou a vida pública.